# Оскар Ґреґуар
Оскар Ґреґуар (27 березня 1877 — 28 вересня 1947) — бельгійський плавець і ватерполіст.
Срібний призер Олімпійських Ігор 1900, 1908 років, бронзовий призер 1912 року.